# Leonhard Fuchs (burmistrz Neuenburga)
Leonhard Fuchs (zm. latem 1546) – burmistrz niewielkiego miasta Neuenburg położonego pomiędzy Fryburgiem Bryzgowijskim a Bazyleą. Znany przede wszystkim z kontaktów z Erazmem z Rotterdamu i rodem Amerbachów.

## Życiorys
Fuchs był zagorzałym katolikiem. W 1529 przeniósł się do położonego niedaleko Neuenburga Fryburga Bryzgowijskiego.
Pierwszą żoną Fuchsa była Margarete Zscheckenbürlin. Zięciem Fuchsa był Bonifacius Amerbach, bazylejski prawnik i humanista. Córka Fuchsa, Martha Fuchs (1505–1541) wyszła za Bonifaciusa Amerbacha w 1527, małżeństwo zaaranżował humanista Udalrich Zasius. Margarete Zscheckenbürlin była siostrą Hieronymusa Zscheckenbürlina, przełożonego bazylejskiego klasztoru kartuzów, z którym ród Amerbachów przez pokolenia utrzymywał bardzo żywe związki.
Korespondencja Erazma z Rotterdamu świadczy o częstych kontaktach Fuchsa z uczonym, nie zachowały się jednak listy pomiędzy nimi samymi. Zachowała się jednak korespondencja Fuchsa z Ludwigem Baerem, sekretarzem Erazma i teologiem katolickim. Fuchs zaopatrywał też w wino famulusa Erazma, Feliksa Reksa. Przewoził też listy i książki między bazylejskim domem Bonifaciusa Amerbacha a Erazmem, gdy mieszkał on we Fryburgu. Erazm rozważał nawet osiedlenie się na krótko w neuenburskim domu Fuchsa, nie doszło jednak do tego ze względu na wybuch zarazy. W chwili śmierci Erazm miał zdeponowane u Fuchsa 900 złotych koron.
Po śmierci Margarete w 1534 Leonhard Fuchs ożenił się ponownie. Za radą Erazma poślubił Küngolt Fischer, z którą miał syna.